# Kapuzinerkloster Günzburg

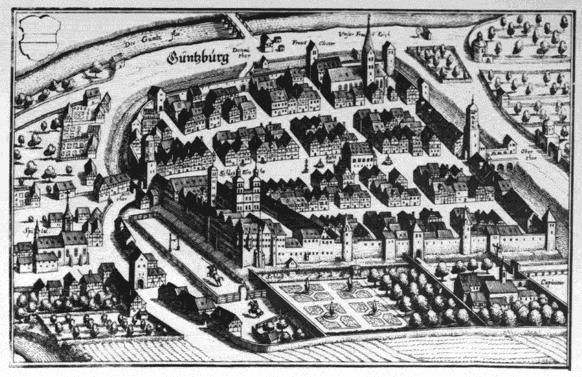
Das Kloster rechts unten im Jahr 1643 nach einem Stich von Matthäus Merian aus der „Topographia Sueviae“

Das Kapuzinerkloster Günzburg war ein Kloster der Kapuziner in Günzburg in Bayern in der Diözese Augsburg.

## Geschichte
Das St. Franziskus geweihte Kloster wurde 1616 durch Markgraf Karl von Burgau mit Unterstützung des Fürstbischofs Heinrich von Knöringen gegründet. 1619 wurde der Leichnam des Stifters in der Gruft bestattet. 1786 wurde das Kloster durch Kaiser Joseph II. zum Aussterbekloster bestimmt, 1806 erfolgte die endgültige Säkularisation durch den bayerischen Staat. Es erfolgte der Abbruch des Klosters mit der Kirche, wobei die Särge des Stifters und seiner Frau Sibylle von Jülich-Kleve-Berg in die St.-Martins-Kirche überführt wurden. Heute lässt nur noch der Straßennamen An der Kapuzinermauer die ursprüngliche Lage, der heutige Bürgermeister-Landmann-Platz, erahnen. Auf dem Merian-Stich der Stadt Günzburg ist die direkte Nachbarschaft zum Schlossgarten erkennbar.